# Алексеев, Иван Павлович (певец)
Иван Павлович Алексеев (настоящее фамилия Лизунов; 26 сентября (9) октября 1913 год, Санкт-Петербург — 1990, Ленинград) — советский оперный певец-баритон и педагог, народный артист РСФСР (1956)

## Биография
Иван Павлович Алексеев родился 26 сентября (9) октября 1913 года в Санкт-Петербурге.
В 1941 году окончил Ленинградскую консерваторию (класс пения Л. В. Кичи). В том же году вошёл в труппу Свердловского театра оперы и балета. Во время Великой Отечественной войны в 1941—1945 годы был солистом ансамбля Политуправления Ленинградского фронта.
С 1945 года был солистом Ленинградского государственного академического театра оперы и балета им. С. М. Кирова. Преподавал в Ленинградской консерватории до конца жизни.
Выступал как концертный и эстрадный певец (в том числе с джаз-оркестром Н. Г. Минха). Среди исполнявшихся песен: «В лесу прифронтовом», «Ленинградская лирическая», «Песня первой танковой дивизии» (с М. Довенманом), «Ты только одна виновата».
Умер в 1990 году в Ленинграде, похоронен на Большеохтинском кладбище.

## Награды и премии
- Заслуженный артист РСФСР (1951).
- Народный артист РСФСР (1956).

## Оперные партии
- «Евгений Онегин» П. И. Чайковского — Онегин
- «Демон» А. Г. Рубинштейна — Демон
- «Мазепа» П. И. Чайковского — Мазепа
- «Пиковая дама» П. И. Чайковского — Елецкий
- «Орлеанская дева» П. И. Чайковского — Лионель
- «Фауст» Шарля Гуно— Валентин
- «Травиата» Д. Верди — Жермон
- «Свадьба Фигаро» В. А. Моцарта — Фигаро
- «Бал-маскарад» Д. Верди — Ренато
- «Ласло Хуньяди» Эркеля — Разгоньи
- «Питер Граймс» Бриттена — Болстроуд
- «Декабристы» Ю. Шапорина — Рылеев
- «Семья Тараса» Кабалевского — Степан
- «Фёдор Таланов» Дехтерёва — Колесников
- «Судьба человека» И. Дзержинского — Мюллер
- «Дуэнья» Прокофьева — Фердинанд
- «Октябрь» В. Мурадели — В. И. Ленин